# Языки Чехии
Государственным языком Чехии является чешский язык. На нём говорит почти 95 % населения страны. Вторым по численности является словацкий язык (2 %).

## История языков Чехии
Со времён образования Великой Моравии страну населяли племена мораван. От их наречий и пошёл чешский язык. Другими народами были предки словаков.
С образованием Чешского королевства и принятия католичества в стране наряду с чешским появляется другой официальный язык (в государственных делах) — немецкий. Со временем немцы стали многочисленными. Они занимали руководящие посты, а немецкий стал официальным языком. 
После Первой мировой войны образовалась Чехословакия. В ней было два государственных языка — чешский и словацкий, но на деле в официальной и в меньшей степени в прочих сферах жизни употреблялся только чешский. Немецкий язык сохранился в Судетской области (область этнических немцев). Эти немцы и стали причиной аннексии Судетской области и остатка Чехии Третьим рейхом. После войны немцев депортировали, была восстановлена Чехословакия с социалистической формой правления.
После Бархатной революции (1989) и Бархатного развода (1993, распад Чехословакии) образовалось Чешское государство.